# S.G. Sender
Pour les articles homonymes, voir Sender.
 (novembre 2018).
S.G. Sender (Sender Wayntraub) (1930-2009) est un maître pâtissier et confiseur.

## Biographie
Sender Wayntraub est né le 20 décembre 1930 à Mont-sur-Marchienne (Belgique) et mort le 12 juillet 2009 à l'âge de 78 ans à Beynes en France.
S.G. Sender est issu d'une Lignée de pâtissiers. Son ancêtre Gustave Wayntraub, né en 1812, travailla avec Antonin Carême à partir de 1830 et jusqu'à la mort de Carême en 1833. 
Durant plus de cinquante ans de carrière, il officia auprès de différentes cours : Suède, Danemark, Grande-Bretagne, Hollande, Norvège, Iran..., ce qui lui valut le surnom de « pâtissier des rois ». S.G. Sender servit également deux présidents de la République et assura des extras auprès de diverses personnalités, tels Alec Guinness, le baron Rothschild[Lequel ?], Aristote Onassis.
Il fut le créateur de la Bibliothèque culinaire de France, dite Bibliothèque Sender, et du musée de la Gastronomie autrefois situé au château de Thoiry.

## Distinctions
- Membre de l'Académie culinaire de France
- Officier des Arts et des lettres,
- Officier du Mérite agricole
- Médaille d'or de l'Académie culinaire de France
- Médaille d'or de la Confédération nationale de la Boulangerie et de la Pâtisserie de Belgique
- Médaille d'or de la Société de Cuisiniers de Paris
- Médaille d'or de la Société de Cuisiniers français
- Médaille d'or des pâtissiers-confiseurs
- 3 Médailles d'or de la Ville de Paris et d'Arpajon
- 2 Médailles d'or concours international de Nice
- Membre d'Honneur des Toques Blanches de New-York
- Membre des maîtres Cuisiniers de France
- plusieurs médailles d'or britanniques
- 1968, Meilleur Ouvrier de France, catégorie pâtissier
- 1970, Meilleur Ouvrier de France, catégorie glacier
- 1970, Meilleur Ouvrier de France, catégorie confiseur-chocolatier

## Publication
- S.G. Sender et Marcel Derrien, La Grande Histoire de la pâtisserie-confiserie française, Ed. Minerva, 2003  (ISBN 2-8307-0725-7)